# 귀접

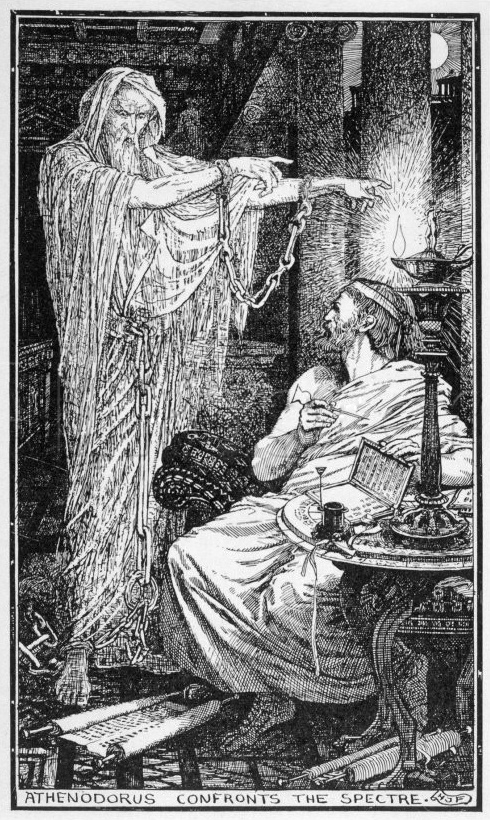

귀접(鬼接, spectrophilia)은 귀신과 성교하는 것을 말한다. 아랍, 그리스, 힌두, 켈트 등 문화권에 귀접과 관련된 전승들이 존재한다. 귀접을 통해 사람으로부터 정기를 빨아들여 생존하는 악령을 남성형은 인큐버스, 여성형은 서큐버스라 한다. 귀접으로 인해 태어난 사람과 귀신의 아이를 "귀태"라고 한다.